# 雅松·拉米-沙皮伊
雅松·拉米-沙皮伊（法語：Jason Lamy-Chappuis，1986年9月9日—），法国男子北欧两项运动员。他曾代表法国参加2006年、2010年、2014年和2018年冬季奥林匹克运动会北欧两项比赛，获得一枚金牌。